# Haïda (langue)
Cet article concerne la langue haïda. Pour le peuple haïda, voir Haïda.
 (août 2017).
Si vous disposez d'ouvrages ou d'articles de référence ou si vous connaissez des sites web de qualité traitant du thème abordé ici, merci de compléter l'article en donnant les références utiles à sa vérifiabilité et en les liant à la section « Notes et références ».
Le haïda (en haïda : Xaat Kíl,  X̲aadas Kíl, X̲aayda Kil) est la langue des Haïdas, peuple de la côte ouest de l'Amérique du Nord. Elle comprend au moins quarante-six consonnes, pour seulement trois voyelles. On l'a classée dans la famille des langues na-dené, mais elle est aussi considérée comme un isolat linguistique. 
C'est une langue en grand danger de disparition, car elle n'est plus parlée que par moins d'une centaine de locuteurs, souvent âgés de plus de 70 ans. 
Les Haïdas essayent de raviver l'usage de leur langue. À Skidegate, les personnes âgées se regroupent quotidiennement pour travailler sur le dialecte de Skidegate. Ils ont déjà produit une série d'enregistrements. À Masset, le groupe de travail est plus jeune, et œuvre pour que le dialecte de Masset soit réintégré dans la vie quotidienne. En Alaska, la communauté a constitué un site web comprenant des outils linguistiques et des enregistrements du dialecte kaigany. Par ailleurs, les Haïdas produisent des efforts en vue de se doter d'instruments d'enseignement de leur langue.
En 2019, un film, SG̲aawaay Ḵʼuuna, est tourné entièrement dans cette langue afin de participer aux efforts de préservation,.
Selon Statistique Canada, en 2021, le haïda est la langue maternelle de 90 personnes au Canada.

## Histoire

### Conservation
En 1998, des personnes âgés créèrent le Skidegate Haida Immersion Program, destiné à préserver le dialecte de Skidegate (X̲aayda Kil).

## Écriture
| a | aa | b | ch | d  | dl | e | ee | g  | ɢ̱  | ĝ   | h   | hl | i  | ii | j | k | k’ | ḵ | ḵ’ |
| l | ’l | m | n  | ng | p’ | s | t  | t’ | tl | tl’ | ts’ | u  | uu | w  | x | x̱ | x̂  | y | ’  |

## Consonnes
Voici les consonnes du haïda présentées dans un tableau. À gauche, on trouve l'orthographe développée par l'Alaska Native Language Center (en) (ANLC) pour le haïda d'Alaska, suivie par l'orthographe établie par Enrico pour le haïda de Masset, puis par l'orthographe qu'il a établie pour le haïda de Skidegate.
|            |           | Bilabiales    | Alvéolaires      | Alvéolaires      | Palatales     | Vélaires     | Uvulaires    | Pharyngales | Glottales |
| ---------- | --------- | ------------- | ---------------- | ---------------- | ------------- | ------------ | ------------ | ----------- | --------- |
| centrales  | latérales | Bilabiales    |                  |                  | Palatales     | Vélaires     | Uvulaires    | Pharyngales | Glottales |
| Occlusives | pleines   | b b b [b̥]     | d d d [d̥]        |                  |               | g g g [g̊]    | ĝ G r [ɢ̥]    |             |           |
| Occlusives | aspirées  | p p p [pʰ]    | t t t [tʰ]       |                  |               | k k k [kʰ]   | ḵ q q [qʰ]   |             |           |
| Occlusives | éjectives | p' p' p' [p̕]  | t' t' t' [t̕]     |                  |               | k' k' k' [k̕] | ḵ' q' q' [q̕] |             | ' 7 7 [ʔ] |
| Affriquées | voisées   |               |                  | dl dl dl [d̥͡ɫ]    | j j j [d̥͡ʒ̊]    |              |              |             |           |
| Affriquées | sourdes   |               | ts ts ts [t͡s]    | tl tl tl [t͡ɬʰ]   | ch ts ts [t͡ʃ] |              |              | g̱ r – [ʔˤ]  |           |
| Affriquées | éjectives |               | ts' ts' ts' [t͡s̕] | tl' tl' tl' [t͡ɬ̕] |               |              |              |             |           |
| Fricatives | sourdes   |               | s s s [s]        | hl hl hl [ɬ]     | x c c [ç]     |              | x̂ X x [χ]    | x̱ x – [ħ]   | h h h [h] |
| Nasales    | pleines   | m m m [m]     | n n n [n]        |                  |               | ng ng ng [ŋ] |              |             |           |
| Nasales    | glottales | 'm 'm 'm [ˀm] | 'n 'n 'n [ˀn]    |                  |               |              |              |             |           |
| Spirantes  | pleines   | w w w [w]     |                  | l l l [ɫ]        | y y y [j]     |              |              |             |           |
| Spirantes  | glottales | 'w 'w 'w [ˀw] |                  | 'l 'l 'l [ˀl]    | 'y 'y 'y [ˀj] |              |              |             |           |